# Isla Beachcomber
Beachcomber o Tai en fiyiano es una pequeña isla privada del archipiélago de las Islas Mamanuca (Fiyi), situado en Melanesia, en el Pacífico Sur. Administrativamente forma parte de la División Oeste. Su puerto se encuentra al norte de la isla.

## Geografía
Beachcomber es una de las islas recreativas de Fiyi y se encuentra a unos 18 km al oeste de Lautoka, capital de la división y su ciudad más poblada, y que se encuentra en la isla de Vitu Levu, la mayor del país. La isla de Beachcomber es conocida también con el nombre de barefoot island, que en inglés significa la isla descalza, puesto que es común no llevar calzado.

## Turismo
En la década de 1960 pasó a denominarse Beachcomber en lugar del nombre original Tai, principalmente para hacerla más atractiva para el turismo. Esta isla se usa principalmente para uso turístico, deportes acuáticos, como natación, buceo o snorkel, o deportes acuáticos de motor, como el uso de motos acuáticas, esquí acuático o la navegación con embarcaciones a motor.